# Хенсіт
Хенсіт — богиня-покровителька двадцятого нома Нижнього Єгипту. Її ім'я означає «плацента». Хенсіт була жінкою Сопду і дочкою Ра. Її зображували у вигляді урея, також існують зображення Хенсіт в людському образі Хатхор-Ісіди, або з пером на голові, як «Правосуддя», або у вигляді корови.